# Sopwith Camel (Band)
Sopwith Camel war eine 1966 in San Francisco gegründete Popgruppe. Man kombinierte psychedelische Westcoast-Fragmente mit Pop- und Rock-’n’-Roll-Rhythmen zu „Good-Time-Music“. Sopwith Camel traten u. a. im Vorprogramm von Jefferson Airplane und den Rolling Stones auf. 
Sie gelten als Vorreiter des Psychedelic Rock aus San Francisco. Als eine der ersten Bands dieser Ära bekamen sie einen landesweiten Plattenvertrag und mit dem Titel Hello, Hello (in Deutschland auf dem Kama Sutra Label erschienen) waren sie die erste Band dieser Stilrichtung mit einem größeren Hit in den US-Charts.
Weil sich aber zwischenzeitlich die Besetzung änderte, dauerte es über ein Jahr bis zum ersten Album, und bis dahin hatte sie die Entwicklung in der Musik schon überholt. Nach dem Misserfolg des Albums löste sich die Band 1967 wieder auf.
Anfang der 70er kam es zu einer Wiedervereinigung und einem zweiten Album, aber obwohl der Bandname Sopwith Camel, der sich vom Spitznamen eines Kampfflugzeugs aus dem Ersten Weltkrieg ableitete, vielen ein Begriff war, hielten sich auch diesmal die Erfolge in Grenzen, so dass nach wenigen Jahren wieder Schluss war.

## Mitglieder
- William Sievers (Gitarre)
- Peter Kraemer (Gesang, Keyboard)
- Terry MacNeil (Gitarre)
- Martin Beard (Bass)
- Norman Mayell (Schlagwerk, Harmonika)

## Diskografie
Alben
- 1967: Sopwith Camel (dreimal unter anderem Titel wiederveröffentlicht)
- 1973: The Miraculous Hump Returns From The Moon

Singles
- 1967: Hello, Hello / Treadin'
- 1967: Postcard From Jamaica / Little Orphan Annie
- 1967: Saga Of The Low Down Let Down / The Great Morpheum
- 1973: Fazon / Sleazy Street